# Va'et'hanan
Va'et'hanan (ואתחנן — héb pour “et je suppliai,” le premier mot de la parasha) est la 45e section hebdomadaire du cycle annuel de lecture de la Torah et la seconde du Livre du Deutéronome.
Elle correspond à Deutéronome 3:23-7:11. Les Juifs de la Diaspora la lisent généralement en juillet ou en août, lors du Shabbat Na'hamou, le sabbath suivant immédiatement le 9 Av.

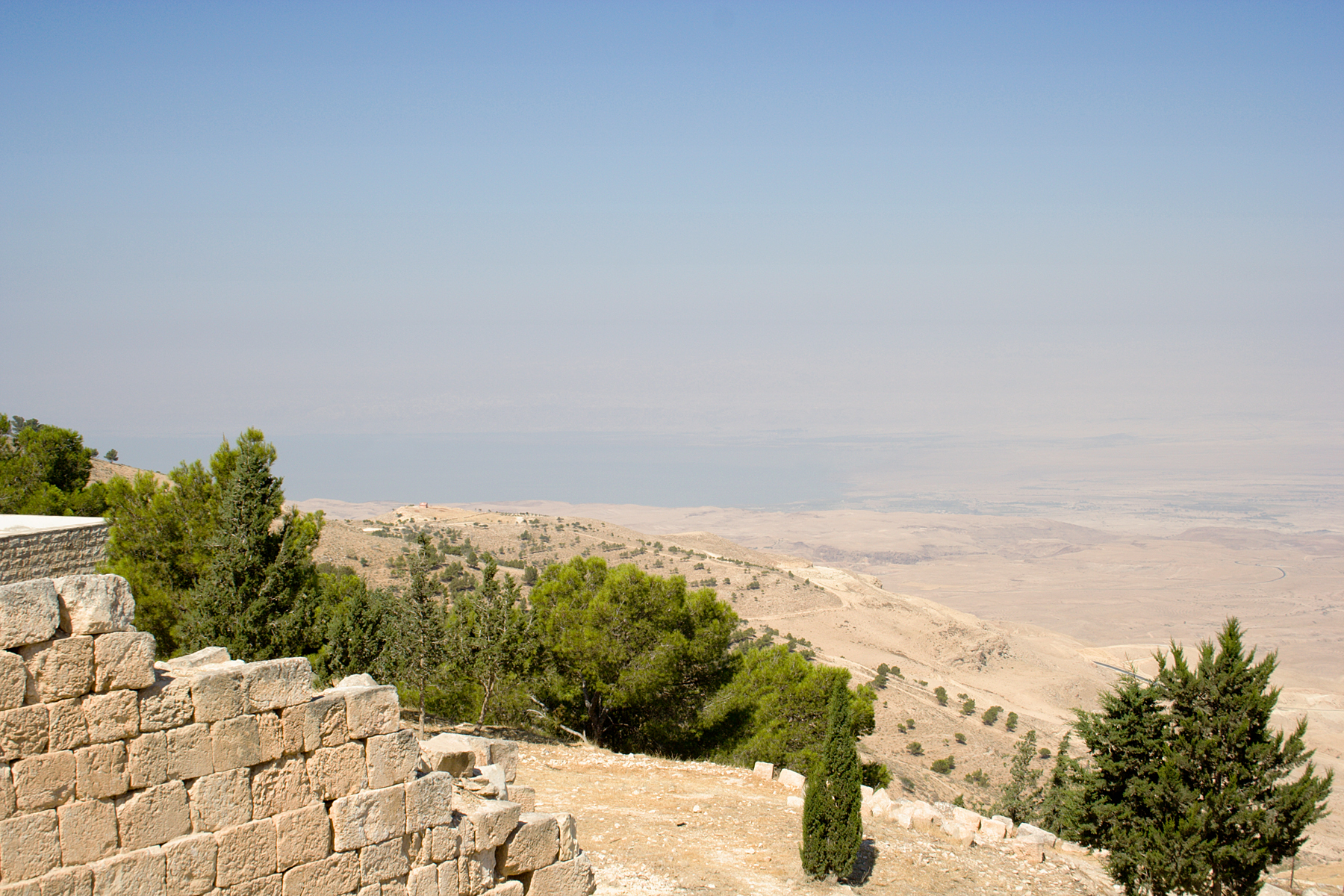
Vue sur la Mer Morte depuis le Mont Nébo

## Résumé
Moïse rappelle ensuite aux enfants d'Israël qu'il a supplié Dieu de le faire entrer en terre d'Israël, mais que cela lui a été refusé; c'est Josué qui les conduira dorénavant. 
Moïse les exhorte à demeurer fidèles à l'alliance contractée au Sinaï, sous peine de terribles châtiments, et insiste sur le caractère unique de la Torah. Il réitère les Dix Paroles et énonce ce qui, depuis, est devenu la principale profession de foi juive. Israël doit constituer un peuple à part, défini par sa fidélité aux ordonnances divines.

### Divisions de la parasha lors de la lecture complète
La lecture de la parasha à la synagogue le sabbath est traditionnellement divisée en sept sections, pour lesquelles un membre différent de la congrégation est appelé à lire. La première lecture, le rishon, échoit traditionnellement à un cohen, la seconde, appelée sheni, à un levi, les suivantes à un israël (ni cohen ni levi). La septième section comporte une sous-section, le maftir, qui est lu par la personne qui lira ensuite la haftara.
Les sections de la parashat Vaet'hanan sont:
- rishon:
- sheni:
- shlishi:
- revi'i:
- hamishi:
- shishi:
- shevi'i:
  - maftir:

### Divisions de la parasha lors de la lecture abrégée
Une lecture publique de la parasha fut instaurée par Ezra le Scribe le lundi et le jeudi à la synagogue. Cette lecture, sensiblement plus courte, ne comprend que trois sections, la première réservée au cohen, la seconde au levi, la troisième à un israël
- Section du cohen: Devarim[3]
- Section du levi: Devarim[3]
- Section de l'israël: Devarim[3]

### Maqam
Un maqam est un système de modes musicaux utilisé dans la musique arabe mélodique classique. Les juifs originaires des pays orientaux (Afrique du Nord, Syrie) s'en sont inspirés, et adaptent la mélodie de la liturgie du Shabbat en fonction du contenu de la parasha de cette semaine. Ils emploient 10 maqam différents, possédant chacun son usage propre.
Le maqam utilisé lors du sabbath au cours duquel on lit la parashat Va'et'hanan est le Maqam Hosseni, marquant la beauté des Dix Paroles.

## Rishon

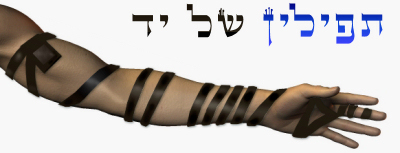
Tefillin du bras

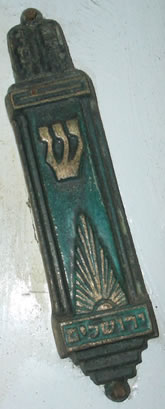
Une mezouza

## Commandements
La Torah comporte, selon la tradition rabbinique, 613 prescriptions. Différents sages ont tenté d'en établir un relevé dans le texte biblique.
Selon deux de ces computs les plus célèbres, le Sefer Hamitzvot de Moïse Maïmonide et le Sefer HaHinoukh, la parashat Va'et'hanan comporte huit prescriptions positives et quatre négatives:
- Il est interdit de convoiter une possession d'autrui (Dt 5,18.)
- Unifier le nom de Dieu (Dt 6,4.)
- Aimer Dieu (mitzvat ahavat HaShem -- Dt 6,5.)
- Étudier la Torah (Dt 6,7.)
- Réciter le shema Israël matin et soir (Dt 6,7.)
- Attacher le tefillin au bras (Dt 6,8.)
- Mettre le tefillin du front (Dt 6,8.)
- Fixer une mezouza sur les poteaux des portes (Dt 6,9.)
- Interdiction de mettre à l'épreuve sans raison celui qui s'est déjà légitimé comme vrai prophète (Dt 6,16.)
- Prescription d'éliminer les sept peuples (Dt 7,1.)
- Interdiction de contracter alliance avec des idolâtres (Dt 7,2.)
- Interdiction de leur accorder grâce (Dt 7,2.)
- Interdiction d'épouser des idolâtres (Dt 7,3.)

## Haftara
La haftara est une portion des livres des Neviim ("Les Prophètes") qui est lue publiquement à la synagogue après la lecture de la Torah. Elle présente généralement un lien thématique avec la parasha qui l'a précédée.
Cependant, la haftara lue lors de ce sabbath, tirée d'Isaïe 40:1–26, et commençant par le mot « 'Nahamou (consolez), » d'où le nom de Shabbat Nahamou, ne fait pas référence à la parasha.
Lue lors du sabbath faisant immédiatement suite à Tisha BeAv, elle a pour thème la consolation du peuple judéen à la suite de la destruction des Temples. C'est la première des sept haftarot de consolation, dont la dernière est lue à Rosh Hashana, le Nouvel An juif.